# Parafia św. Andrzeja Apostoła w Jaworniku Polskim
Parafia św. Andrzeja Apostoła w Jaworniku Polskim – parafia rzymskokatolicka znajdująca się w archidiecezji przemyskiej w dekanacie Kańczuga.

## Historia
Parafia w Jaworniku Polskim została erygowana ok. 1472 roku, wraz z lokacją miasta. Kościół drewniany był zbudowany pw. Wniebowzięcia Najświętszej Maryi Panny i św. Andrzeja Apostoła. Ok. 1559 roku kościół został zamknięty przez Stanisława Mateusza Stadnickiego, który przeszedł na protestantyzm. W 1587 roku kościół został oddany wiernym przez Marcina Stadnickiego. W 1647 roku zostało wznowione uposażenie parafii przez Michała Zebrzydowskiego. 
Z powodu kiepskiego stanu technicznego 500-letniego kościoła, w latach 1838–1839 zbudowano nowy kościół murowany pw. św. Andrzeja Apostoła. 11 czerwca 1907 roku odbyła się konsekracja kościoła, której dokonał bp Karol Fischer. 
W 1960 roku artysta A. Gross wykonał polichromię. W 1971 roku kościół został odnowiony. Obok kościoła znajduje się zbudowana w 1850 roku kaplica grobowa Górskich.
Na terenie parafii jest 2129 wiernych (w tym: Jawornik Polski – 1200, Jawornik-Przedmieście – 655, Laskówka część  – 30, Widaczów – 235, Szklary część – 9).
Proboszczowie parafii:
1781–1786. ks. Stanisław Pleśniarski (komendariusz).
1786. ks. Wojciech Białecki (komendariusz).
1786–1812. ks. Jan Chłądowski.
1812. ks. Paweł Sokalski (administrator).
1812–1843. ks. Faustyn Kłosswski.
1840–1841. ks. Andrzej Klemens Sołtysik (administrator).
1842. ks. Paweł Wiechnicki (administrator).
1843–1848. ks. Stanisław Jaroszyński.
1848. ks. Wincenty Mahniuk (administrator).
1848–1870. ks. Michał Błotnicki.
1870. ks. Edward Kotecki (administrator).
1870–1911. ks. Tadeusz Żaczkiewicz.
1911. ks. Stanisław Nawrocki (administrator).
1911–1922. ks. Józef Bar.
1922. ks. Bronisław Stankiewicz (administrator).
1922. ks. Franciszek Prusak.
1922–1923. ks. Marian Borowiec (administrator).
1923–1925. ks. Józef Matusz.
1925–1948. ks. Stanisław Żmudziński.
1948. ks. Józef Rożek (administrator).
1948–1954. ks. Gabriel Marszałek.
1954–1967. ks. Augustyn Partykiewicz.
1967–1970. ks. Antoni Kotyrba (administrator).
1970–2003. ks. Józef Menet.
2003–2016 ks. kan. Tadeusz Pieniążek.
2016– nadal ks. kan. Stanisław Guzy.